# Robert Robbers
Robert „Rob“ Robbers (* 3. Januar 1950 in Balikpapan, Indonesien) ist ein ehemaliger niederländischer Ruderer.

## Karriere
Robbers nahm an den Olympischen Sommerspielen 1980 teil. In der Doppelvierer-Regatta wurde er Achter.
Seine Ehefrau Josephine Compaan war ebenfalls Ruderin. Auch seine Tochter Karien Robbers ist Ruderin.